# Troca de Família
Troca de Família foi um reality show brasileiro exibido pela RecordTV originalmente entre 28 de setembro de 2006 e 29 de março de 2011 em cinco temporadas. É uma versão brasileira do programa estadunidense Trading Spouses, exibido entre 2004 e 2007 pela Fox. Originalmente apresentado por Patrícia Maldonado na primeira temporada, o programa também teve como apresentadoras Ana Paula Tabalipa na segunda e terceira, Ana Hickmann na quarta – quando foi exibido como um quadro do Tudo É Possível – e Amanda Françozo na quinta.
Entre 2015 e 2016 o programa voltou ao ar com um novo formato, onde Chris Flores mostrava um compacto das melhores trocas antigas e recebia as famílias destas no estúdio para comentarem sobre as cenas, como o programa havia impactado a vida deles e se o dinheiro havia sido empregado no que era destinado.

## O programa
Duas mães de cidades, classe social e personalidade diferentes trocam de família por uma semana. Durante este tempo elas tem que replicar os afazeres da outra, cuidando dos filhos, do trabalho, dos compromissos sociais, entre outras coisas. No fim da semana cada uma delas recebe 25 mil reais para dar à família substituta, deixando uma carta especificando quanto será destinado à cada membro da família 
e no que o dinheiro setá gasto. Antes de retornarem para a casa as duas mães se encontram para discutir os pontos que mudariam na família uma da outra e como foi o comportamento dos familiares.

## Produção

### 2006–11: Primeira fase
Em janeiro de 2005 a RecordTV adquiriu os direitos de produzir uma versão brasileira do reality show estadunidense Trading Spouses, da Fox, o qual planejava colocar no ar em abril sob o nome de Troca de Esposas e apresentação de Eliana. A apresentadora, porém, acabou sendo destinada à um programa de auditório, o Tudo É Possível, e o reality acabou sendo adiado até o próximo ano. Gravado durante o primeiro semestre de 2006, o programa só estreou em 28 de setembro sob o nome de Troca de Família, sendo comandado pela jornalista Patrícia Maldonado todas as terças-feiras às 22h30, substituindo a terceira temporada de O Aprendiz, sendo que cada troca era dividido em dois episódios, um em cada semana. Ao todo foram 8 trocas e 16 episódios exibidos na primeira temporada, que se encerrou em fevereiro de 2007.
Em 2008 Patrícia deixou a emissora para apresentar o Atualíssima, na Band, e  a atriz Ana Paula Tabalipa foi escalada para apresentar o programa, que estreou a segunda temporada em 12 de fevereiro, passando a ocupar dois dias na semana – terças e quintas-feiras – contando com 12 episódios. Ana Paula seguiu na terceira temporada, que estreou em 13 de janeiro de 2009 com 11 episódios, contando pela primeira vez com trocas de famílias internacionais: o sexto episódio mostrou a troca da brasileira Luísa dos Santos com a portuguesa Luzia Rios, enquanto no décimo houve a troca entre a brasileira Liliam Santos e a argentina Maribel Oses. Na temporada também houve a primeira troca de pais. Em 2010 a quarta temporada foi exibida como um quadro dentro do Tudo É Possível, visando aproveitar a boa repercussão do reality show no programa dominical, trazendo a apresentação de Ana Hickmann em seis trocas a partir de 7 de março. Pela primeira vez houve a troca envolvendo uma mãe famosa, a cantora Gretchen, exibida logo no primeiro episódio.
Como a temporada havia sido gravada no segundo semestre de 2009, Gretchen já havia se separado de seu marido, Demis Miranda, quando o episódio foi exibido, sendo que Ana recebeu a cantora no palco logo após para comentar a troca e falar sobre a separação. Em 2011 a quinta e última temporada voltou a ser exibida como um programa próprio às terça e quintas-feiras sob a apresentação de Amanda Françozo, contando com quatro trocas inéditas e quatro reprises entre 8 de fevereiro e 31 de março de 2011.

### 2015–16: Segunda fase
Em julho de 2015 foi anunciado que o programa voltaria a ser exibido a partir de 29 de setembro sob a apresentação de Chris Flores as terças e quintas-feiras às 22h30. O reality, porém, trouxe um novo formato, onde nenhum episódio inédito foi produzido, contando apenas com o compacto das melhores trocas antigas e Chris recebendo as famílias destas no estúdio para comentarem sobre as cenas, como o programa havia impactado a vida deles e se o dinheiro havia sido empregado no que era destinado originalmente, além de conversar também com as mães que haviam se separado. A proposta de reencontrar as famílias antigas teve boa repercussão e, em 2016, o formato continuou a ser exibido. Em maio de 2016 a emissora anunciou que produziria uma nova temporada inédita e com o formato anterior para 2017, porém o projeto acabou sendo engavetado quando Chris decidiu não renovar o contrato.

## Apresentação
- Patrícia Maldonado (2006–07)
- Ana Paula Tabalipa (2008–09)
- Ana Hickmann (2010)
- Amanda Françozo (2011)
- Chris Flores (2015–16)

## Episódios

### 1ª temporada (2006–07)
| # | # | Título                                | Exibição original                                                 |
| - | - | ------------------------------------- | ----------------------------------------------------------------- |
| 1 | 1 | "Elaine Querubin × Rosania Bello"     | 28 de setembro de 2006 (Parte 1) 3 de outubro de 2006 (Parte 2)   |
| 2 | 2 | "Isabel Zowie × Angélica Alves"       | 10 de outubro de 2006 (Parte 1) 17 de outubro de 2006 (Parte 2)   |
| 3 | 3 | "Mara Garcia × Laila Werneck"         | 24 de outubro de 2006 (Parte 1) 31 de outubro de 2006 (Parte 2)   |
| 4 | 4 | "Fátima Tomaz × Mariene Stier"        | 7 de novembro de 2006 (Parte 1) 14 de novembro de 2006 (Parte 2)  |
| 5 | 5 | "Ana Sílvia Folini × Rose Fraga"      | 21 de novembro de 2006 (Parte 1) 28 de novembro de 2006 (Parte 2) |
| 6 | 6 | "Carmem Rolandi × Louise Klass"       | 5 de dezembro de 2006 (Parte 1) 12 de dezembro de 2006 (Parte 2)  |
| 7 | 7 | "Jaira Dib × Denise Levy"             | 2 de janeiro de 2007 (Parte 1) 9 de janeiro de 2007 (Parte 2)     |
| 8 | 8 | "Ana Paula Prado × Laura Reis Tiguez" | 16 de janeiro de 2007 (Parte 1) 23 de janeiro de 2007 (Parte 2)   |

### 2ª temporada (2008)
| #  | #  | Título                                     | Exibição original                                                   |
| -- | -- | ------------------------------------------ | ------------------------------------------------------------------- |
| 1  | 9  | "Gabriela Dubois x Jaqueline Foss"         | 12 de fevereiro de 2008 (Parte 1) 14 de fevereiro de 2008 (Parte 2) |
| 2  | 10 | "Débora Silva D'Angio x Priscila Temponi"  | 19 de fevereiro de 2008 (Parte 1) 21 de fevereiro de 2008 (Parte 2) |
| 3  | 11 | "Zaynab Farouk Abdallah x Tereza Pimentel" | 26 de fevereiro de 2008 (Parte 1) 28 de fevereiro de 2008 (Parte 2) |
| 4  | 12 | "Cláudia Bonfante x Elisabeth Teodoro"     | 4 de março de 2008 (Parte 1) 6 de março de 2008 (Parte 2)           |
| 5  | 13 | "Leila De Primo x Terezinha Kravchychyn"   | 11 de março de 2008 (Parte 1) 13 de março de 2008 (Parte 2)         |
| 6  | 14 | "Marina Ferreira x Linda Silva"            | 18 de março de 2008 (Parte 1) 20 de março de 2008 (Parte 2)         |
| 7  | 15 | "Lucy Soares x Silvia Milani"              | 25 de março de 2008 (Parte 1) 27 de março de 2008 (Parte 2)         |
| 8  | 16 | "Graciana Cavalcanti x Eliana Pavan"       | 1 de abril de 2008 (Parte 1) 3 de abril de 2008 (Parte 2)           |
| 9  | 17 | "Reyla Coelho x Cássia Longhitano"         | 8 de abril de 2008 (Parte 1) 10 de abril de 2008 (Parte 2)          |
| 10 | 18 | "Valquíria Mello x Mônica Rosadas"         | 15 de abril de 2008 (Parte 1) 17 de abril de 2008 (Parte 2)         |
| 11 | 19 | "Denise Bisco x Karim Salazar"             | 22 de abril de 2008 (Parte 1) 24 de abril de 2008 (Parte 2)         |
| 12 | 20 | "Carol Arakaki x Zilma Melo"               | 29 de abril de 2008 (Parte 1) 1 de maio de 2008 (Parte 2)           |

### 3ª temporada (2009)
| #  | #  | Título                                                                   | Exibição original                                                 |
| -- | -- | ------------------------------------------------------------------------ | ----------------------------------------------------------------- |
| 1  | 21 | "Auriene Elias Kawamoto x Desirrê Lopes"                                 | 13 de janeiro de 2009 (Parte 1) 15 de janeiro de 2009 (Parte 2)   |
| 2  | 22 | "Beatriz Bicalho x Adriana Mayer"                                        | 20 de janeiro de 2009 (Parte 1) 22 de janeiro de 2009 (Parte 2)   |
| 3  | 23 | "Dolinha Schroeder x Luciana Alves"                                      | 27 de janeiro de 2009 (Parte 1) 29 de janeiro de 2009 (Parte 2)   |
| 4  | 24 | "Troca de Pais: Milton Pavão x Jeová Cláudio"                            | 3 de fevereiro de 2009 (Parte 1) 5 de fevereiro de 2009 (Parte 2) |
| 5  | 25 | "Cristiane Marcucci x Thays Guimarães"                                   | 10 fevereiro de 2009 (Parte 1) 12 fevereiro de 2009 (Parte 2)     |
| 6  | 26 | "Troca Internacional: Luísa dos Santos (Brasil) x Luzia Rios (Portugal)" | 17 fevereiro de 2009 (Parte 1) 19 fevereiro de 2009 (Parte 2)     |
| 7  | 27 | "Sheila Faraone x Maria Elizabete Velloso"                               | 24 fevereiro de 2009 (Parte 1) 26 fevereiro de 2009 (Parte 2)     |
| 8  | 28 | "Célia Casagrande x Elane Barroso"                                       | 3 de março de 2009 (Parte 1) 5 de março de 2009 (Parte 2)         |
| 9  | 29 | "Ana Paula Santos x Linda da Silva"                                      | 10 de março de 2009 (Parte 1) 12 de março de 2009 (Parte 2)       |
| 10 | 30 | "Troca Internacional: Liliam Santos (Brasil) x Maribel Oses (Argentina)" | 17 de março de 2009 (Parte 1) 19 de março de 2009 (Parte 2)       |
| 11 | 31 | "Vera Bernardino Costa x Simone Martins"                                 | 24 de março de 2009 (Parte 1) 26 de março de 2009 (Parte 2)       |

### 4ª temporada (2010)
| # | #  | Título                                        | Exibição original                                           |
| - | -- | --------------------------------------------- | ----------------------------------------------------------- |
| 1 | 32 | "Troca de Famosos: Gretchen x Vanessa Cincea" | 7 de março de 2010 (Parte 1) 14 de março de 2010 (Parte 2)  |
| 2 | 33 | "Fernanda Tavares x Adriana Silva"            | 21 de março de 2010 (Parte 1) 28 de março de 2010 (Parte 2) |
| 3 | 34 | "Troca de Pais: José Edson x Jay Gokula"      | 4 de abril de 2010 (Parte 1) 11 de abril de 2010 (Parte 2)  |
| 4 | 35 | "Leonete Maragno x Simone Calvi Anic"         | 18 de abril de 2010 (Parte 1) 25 de abril de 2010 (Parte 2) |
| 5 | 36 | "Cristina Marques x Gisely Laurino"           | 2 de maio de 2010 (Parte 1) 9 de maio de 2010 (Parte 2)     |
| 6 | 37 | "Débora Rodrigues x Ionice Gregi"             | 16 de maio de 2010 (Parte 1) 23 de maio de 2010 (Parte 2)   |

### 5ª temporada (2011)
| # | #  | Título                                       | Exibição original                                                   |
| - | -- | -------------------------------------------- | ------------------------------------------------------------------- |
| 1 | 38 | "Clara Averbuck x Daniela McMullan"          | 8 de fevereiro de 2011 (Parte 1) 10 de fevereiro de 2011 (Parte 2)  |
| 2 | 39 | "Reprise: Fernanda Tavares x Adriana Silva"  | 15 de fevereiro de 2011 (Parte 1) 17 de fevereiro de 2011 (Parte 2) |
| 3 | 40 | "Reprise: Cristina Marques x Gisely Laurino" | 22 de fevereiro de 2011 (Parte 1) 24 de fevereiro de 2011 (Parte 2) |
| 4 | 41 | "Troca de Pais: Hugo Prado x Nelson Triunfo" | 1 de março de 2011 (Parte 1) 3 de março de 2011 (Parte 2)           |
| 5 | 42 | "Reprise: Débora Rodrigues x Ionice Gregi"   | 8 de março de 2011 (Parte 1) 10 de março de 2011 (Parte 2)          |
| 6 | 43 | "Ana Cláudia Meulman x Andréia Arantes"      | 15 de março de 2011 (Parte 1) 17 de março de 2011 (Parte 2)         |
| 7 | 44 | "Elisabeth Frechou x Márcia de Mello"        | 22 de março de 2011 (Parte 1) 24 de março de 2011 (Parte 2)         |
| 8 | 45 | "Reprise: Gretchen x Vanessa Cincea"         | 29 de março de 2011 (Parte 1) 31 de março de 2011 (Parte 2)         |

### 6ª temporada (2015)
| #  | #  | Título                                                | Exibição original                                                 |
| -- | -- | ----------------------------------------------------- | ----------------------------------------------------------------- |
| 1  | 46 | "Como estão Gabriela Dubois e Jaqueline Foss?"        | 29 de setembro de 2015 (Parte 1) 1 de outubro de 2015 (Parte 2)   |
| 2  | 47 | "Como estão Dolinha Schroeder e Luciana Alves?"       | 6 de outubro de 2015 (Parte 1) 8 de outubro de 2015 (Parte 2)     |
| 3  | 48 | "Como estão Auriene Elias Kawamoto e Desirrê Lopes?"  | 13 de outubro de 2015 (Parte 1) 15 de outubro de 2015 (Parte 2)   |
| 4  | 49 | "Como estão Célia Casagrande e Elane Barroso?"        | 20 de outubro de 2015 (Parte 1) 22 de outubro de 2015 (Parte 2)   |
| 5  | 50 | "Como estão Ana Paula Santos e Linda da Silva?"       | 27 de outubro de 2015 (Parte 1) 29 de outubro de 2015 (Parte 2)   |
| 6  | 51 | "Como estão Débora Silva D'Angio e Priscila Temponi?" | 3 de novembro de 2015 (Parte 1) 5 de novembro de 2015 (Parte 2)   |
| 7  | 52 | "Como estão Cristiane Marcucci e Thays Guimarães?"    | 10 de novembro de 2015 (Parte 1) 12 de novembro de 2015 (Parte 2) |
| 8  | 53 | "Como estão Vera Bernardino Costa e Simone Martins?"  | 17 de novembro de 2015 (Parte 1) 19 de novembro de 2015 (Parte 2) |
| 9  | 54 | "Como estão Graciana Cavalcanti e Eliana Pavan?"      | 24 de novembro de 2015 (Parte 1) 26 de novembro de 2015 (Parte 2) |
| 10 | 55 | "Como estão Milton Pavão e Jeová Cláudio?"            | 1 de dezembro de 2015 (Parte 1) 3 de dezembro de 2015 (Parte 2)   |
| 11 | 56 | "Como estão Clarah Averbuck e Daniela McMullan?"      | 8 de dezembro de 2015 (Parte 1) 10 de dezembro de 2015 (Parte 2)  |

### 7ª temporada (2016)
| #  | #  | Título                                                 | Exibição original                                                   |
| -- | -- | ------------------------------------------------------ | ------------------------------------------------------------------- |
| 1  | 57 | "Como estão Beatriz Bicalho e Adriana Mayer?"          | 12 de janeiro de 2016 (Parte 1) 14 de janeiro de 2016 (Parte 2)     |
| 2  | 58 | "Como estão Débora Rodrigues e Ionice Gregi?"          | 19 de janeiro de 2016 (Parte 1) 21 de janeiro de 2016 (Parte 2)     |
| 3  | 59 | "Como estão Leonete Maragno e Simone Calvi Anic?"      | 26 de janeiro de 2016 (Parte 1) 28 de janeiro de 2016 (Parte 2)     |
| 4  | 60 | "Como estão Marina Ferreira e Linda Silva?"            | 2 de fevereiro de 2016 (Parte 1) 4 de fevereiro de 2016 (Parte 2)   |
| 5  | 61 | "Como estão Cláudia Bonfante e Elisabeth Teodoro?"     | 9 de fevereiro de 2016 (Parte 1) 11 de fevereiro de 2016 (Parte 2)  |
| 6  | 62 | "Como estão Cristina Marques e Gisely Laurino?"        | 16 de fevereiro de 2016 (Parte 1) 18 de fevereiro de 2016 (Parte 2) |
| 7  | 63 | "Como estão Sheila Faraone e Maria Elizabete Velloso?" | 23 de fevereiro de 2016 (Parte 1) 25 de fevereiro de 2016 (Parte 2) |
| 8  | 64 | "Como estão Elisabeth Frechou e Márcia de Mello?"      | 1 de março de 2016 (Parte 1) 3 de março de 2016 (Parte 2)           |
| 9  | 65 | "Como estão Zaynab Farouk Abdallah e Tereza Pimentel?" | 8 de março de 2016 (Parte 1) 10 de março de 2016 (Parte 2)          |
| 10 | 66 | "Como estão Valquíria Mello e Mônica Rosadas?"         | 15 de março de 20161 (Parte 1) 7 de março de 2016 (Parte 2)         |
| 11 | 67 | "Como estão Ana Cláudia Meulman e Andréia Arantes?"    | 22 de março de 2016 (Parte 1) 24 de março de 2016 (Parte 2)         |
| 12 | 68 | "Como estão Liliam Santos e Maribel Oses?"             | 29 de março de 2016 (Parte 1) 31 de março de 2016 (Parte 2)         |
| 13 | 69 | "Como estão Denise Bisco e Karim Salazar?"             | 5 de abril de 2016 (Parte 1) 7 de abril de 2016 (Parte 2)           |

## Controvérsias
O primeiro episódio da quinta temporada, que trazia a troca entre a escritora Clara Averbuck e a estilista Daniela Alves de Souza Soares McMullan, gerou controvérsias. Em 8 de fevereiro de 2011, dia de exibição do programa, Clarah publicou um texto em seu blog pessoal com o título "Oi, meu nome é Clara e eu sou corna", no qual contava que havia sido traída pelo marido, Reginaldo Lincol, baixista da banda Vanguart, com a mãe substituta durante as gravações do programa, ocorridas um ano antes. As gravações deram origem a dois episódios, que foram ao ar terça e na quinta-feira. O programa não mostrou imagens da traição – uma vez que as gravações eram feitas apenas até a hora de dormir da família, não invadindo cômodos particulares – mas a apresentadora explicou o ocorrido antes da exibição. A problemática fez o episódio ser líder de audiência com 12 pontos ante 11 da concorrência.

## Audiência
A primeira temporada do Troca de Famílias atingiu boa audiência, variando entre 10 e 12 pontos, garantindo o segundo lugar. Em 17 de abril de 2008 o programa conquistou seu melhor resultado ao atingir 17 pontos de média com picos de 19 e o primeiro lugar com 4 pontos de vantagem da segunda colocada, a Rede Globo, que marcava 13 no horário. A segunda temporada fechou com média de 14 pontos. A terceira temporada manteve os bons índices das anteriores também fechou com 14 pontos de média. Em 2010, exibido como um quadro do Tudo É Possível aos domingos, a quarta temporada estreou na liderança com 14 pontos ante 11 da Fórmula 1 na Rede Globo, sendo que no decorrer da temporada o programa garantiu a vice-liderança entre 9 e 11 pontos. A estreia da quinta temporada também atingiu a primeira posição com 12 pontos ante 11 do Big Brother Brasil 11 na concorrência. A temporada chegou a atingir a liderança em outro episódio, em 18 de fevereiro, tendo os demais seis em vice.